# 지지학

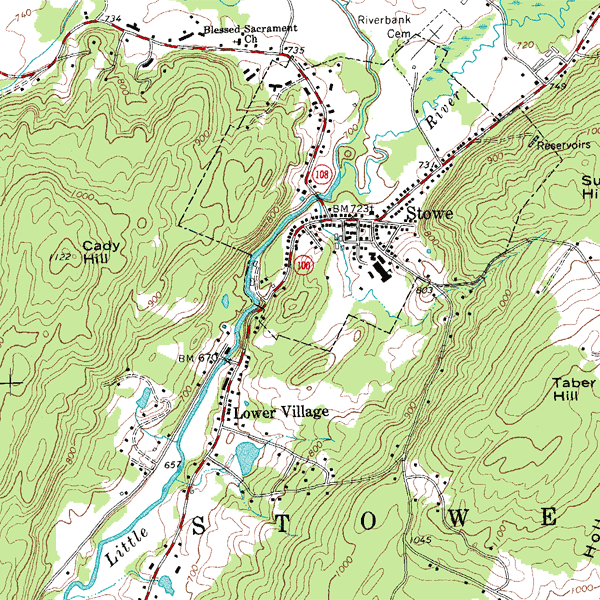
등치선 지도.

지지학(地誌學, topography)은 어느 특정 지역내의 지리학적 현상을 자연·인문 양쪽 모두의 견지에서 연구하는 학문이다. 지지학의 연구 대상은 해당 지역의 정치, 경제, 산업, 법·제도, 사회, 문화, 민속, 지형, 수문, 기후 등 광범위한 분야에 이른다. 지지학에서 특히 지역의 지형, 수문, 기후 등 자연을 연구 대상으로 한 것을 지역지리학으로 부르며 지구과학의 한 분야로서 자리 매김된다.

## 지지학의 여러 분야
아시아 지지 - 아프리카 지지 - 유럽 지지 - 북극 지지 - 북아메리카 지지 - 남아메리카 지지 - 오세아니아 지지 - 남극 지지

## 같이 보기
- 지도학
- 지형학
- 해저
- 지형도
- 지지